# Pterorhinus
Pterorhinus és un gènere d'aus paseriformes de la família dels leiotríquids.

## Taxonomia
Segons el Congrés Ornitològic Internacional, versió 11.1, 2021 aquest gènere està format per 23 espècies:
- Pterorhinus delesserti - xerraire de Delessert.
- Pterorhinus gularis - xerraire cul-roig.
- Pterorhinus vassali - xerraire de Vassal.
- Pterorhinus galbanus - xerraire gorjagroc.
- Pterorhinus courtoisi - xerraire de corona blava.
- Pterorhinus mitratus - xerraire mitrat.
- Pterorhinus treacheri - xerraire de Treacher.
- Pterorhinus ruficollis - xerraire collrogenc.
- Pterorhinus nuchalis - xerraire dorsicastany.
- Pterorhinus chinensis - xerraire gorjanegre.
- Pterorhinus sannio - xerraire cellablanc.
- Pterorhinus perspicillatus - xerraire emmascarat.
- Pterorhinus pectoralis - xerraire de collar gros.
- Pterorhinus davidi - xerraire del pare David.
- Pterorhinus woodi - xerraire de Wood.
- Pterorhinus lanceolatus - xerraire de la Xina.
- Pterorhinus waddelli - xerraire gegant.
- Pterorhinus koslowi - xerraire de Koslov.
- Pterorhinus albogularis - xerraire gorjablanc.
- Pterorhinus ruficeps - xerraire de capell rogenc.
- Pterorhinus caerulatus - xerraire de flancs grisos.
- Pterorhinus berthemyi - xerraire rogenc.
- Pterorhinus poecilorhynchus - xerraire de coure.

Quatre de les espècies (lanceolatus, waddelli, koslowi i woodi) han estat incloses al gènere Babax Swinhoe, 1868, però el Congrés Ornitològic Internacional versió 11.1, 2021 les inclou a Pterorhinus
arran els treballs de Cibois et al, 2018